# Raharja (Tanjungsari)
Raharja is een bestuurslaag in het regentschap Sumedang van de provincie West-Java, Indonesië. Raharja telt 6401 inwoners (volkstelling 2010).